# Шофер мимоволі
«Шофер мимоволі» (рос. «Шофёр поневоле») — російський радянський повнометражний кольоровий художній фільм-комедія, поставлений на Ленінградської ордена Леніна кіностудії «Ленфільм» в 1958 році режисером Надією Кошеверовою.
Прем'єра фільму в СРСР відбулася 28 липня 1958 року.

## Зміст
Іван Петрович — начальник главку, дуже бюрократичної структури. Коли він їде у відпустку, то бере з собою знайомого шофера. На півдорозі на них чекала неприємність — за станом здоров'я шофер не зміг вести машину далі. Тут і довелося Івану Петровичу познайомитися з бюрократією з протилежного боку.

## Ролі
- Антоній Ходурський — Пастухов Іван Петрович, начальник Главка
- Марія Миронова — Анна Власівна Пастухова, його дружина
- Сергій Філіппов — Саврасов Іван Петрович, шофер Пастухова
- Лілія Гриценко — Клавдія Василівна, старша медсестра
- Ірина Зарубіна — Віра Петрівна Зайчикова, голова міськради
- Віра Карпова — Зоя, дружина Миколи
- Юрій Соловйов — Микола, закоханий в лісовому курені
- Анатолій Абрамов — Конкін, завгосп лікарні
- Павло Суханов — Свистунов
- Людмила Волинська — Фаїна Семенівна, лікар

## В епізодах
- Петро Алейников — шофер вантажівки
- Борис Александров — хлопчик на коні
- Гликерія Богданова-Чеснокова — Зоя Семенівна, бухгалтер
- Юрий Бубликов — продавець сільмагу
- Владислав Ковальков — хлопець в закусочний
- Світлана Мазовецька — секретар Зайчикової
- Василь Максимов — Семен Семенович Селезньов
- Олександра Матвієва — медсестра Шура
- Олександр Орлов — керівник самодіяльності, танцює «Мотузочку»
- Яків Родос — Тимофій Петрович, завідувач їдальні
- Марія Самойлова — мама Пастухова
- Іван Селянин — клієнт в закусочній
- Анна Сергієва — офіціантка придорожнього кафе
- В. Шестакова — епізод
- Олександр Блинов — покупець патефона в сільмазі (в титрах не вказаний)
- Володимир Волчик — шофер-аматор (в титрах не вказаний)
- Микола Гаврилов — диригент духового оркестру на велопробігу (в титрах не вказаний)
- Лев Степанов — відвідувач їдальні (в титрах не вказаний)

## Знімальна група
- Автори сценарію — Сергій Михалков, Климентій Мінц
- Текст пісні — Наталії Кончаловськой
- Режисер-постановник — Надія Кошеверова
- Головний оператор — Євген Шапіро
- Художник — Євген Єней
- Режисер — Лев Махтін
- Оператор — Ніссон Шифрін
- Композитор — Мойсей Вайнберг
- Звукооператор — Ілля Вовк
- Монтажер — Олена Миронова
- Художник-гример — Г. Васильєва
- Редактор — Арнольд Вітоль
- Симфонічний оркестр Ленінградської державної філармонії
Диригент — Микола Рабинович
- Директор картини — Тамара Самознаєва

## Технічні дані
У фільмі частиною московського пейзажу є нібито вже побудований будинок Палацу Рад з величезною статуєю Леніна замість шпиля, хоча від будівництва цієї будівлі остаточно відмовилися ще на початку 1950-х років. Проте, режисер і художник вирішили використовувати у своєму фільмі цей символ комунізму — можливо, як образ світлого майбутнього.